# Valerij Lichačëv
Valerij Nikolaevič Lichačëv (in russo Валерий Николаевич Лихачëв?; Novošešminsk, 5 dicembre 1947) è un ex ciclista su strada sovietico, dal 1991 russo.

## Palmarès

### Olimpiadi
- 1 medaglia:
  - 1 oro (Monaco di Baviera 1972 nella corsa a cronometro a squadre)

### Mondiali
- 1 medaglia:
  - 1 oro (Leicester 1970 nella corsa a cronometro a squadre)